# Fernando Zúñiga
Fernando Zúñiga (* 6. Januar 1968 in Santiago de Chile) ist ein Schweizer Linguist chilenischer Herkunft.

## Leben
Nach dem Studium der Volkswirtschaftslehre von 1987 bis 1991 in Santiago de Chile arbeitete er von 1992 bis 1994 bei der Schweizer Rück. Danach studierte Zúñiga an der Universität Zürich Allgemeine Sprachwissenschaft, Englische Sprachwissenschaft und Englische Literatur; er schloss 1999 mit dem Lizentiat ab und erlangte 2002 seinen Doktorgrad.
Von 2002 bis 2003 war er wissenschaftlicher Mitarbeiter am Institut für Linguistik der Universität Leipzig, und 2004 weilte er als visiting scholar in Manchester (England), Melbourne (Australien) und Eugene (Oregon, USA). Von 2005 bis 2006 war er Forscher am Centro de Estudios Públicos in Santiago de Chile, und von Ende 2006 bis Januar 2012 war er Oberassistent am Seminar für Allgemeine Sprachwissenschaft der Universität Zürich, wo er 2011 habilitiert wurde.
Von Februar 2012 bis Januar 2013 war Zúñiga SNF-Förderungsprofessor an der Universität Zürich. Von Februar 2013 bis Januar 2024 hatte er den Lehrstuhl für Allgemeine Linguistik am Institut der Sprachwissenschaft der Universität Bern inne. Seit Februar 2024 ist er assoziierter Forscher in Bern.
Seine Spezialisierungsgebiete sind Sprachtypologie und indigene Sprachen Nord- und Südamerikas, insbesondere das Mapudungun und Algonkin-Sprachen.
2018 wurde Zúñiga in die Academia Europaea gewählt.

## Werke
- Mapudungun. Lincom Europa, München 2000, ISBN 3895869767.
- Deixis and Alignment. Inverse systems in indigenous languages of the Americas. John Benjamins, Amsterdam/Philadelphia 2006, ISBN 90 272 2982 1.
- Mapudungun: el habla mapuche. Introducción a la lengua mapuche, con notas comparativas y un CD. Centro de Estudios Públicos, Santiago de Chile 2006, ISBN 956 7015 40 6.
- Hrsg. mit Seppo Kittilä: Benefactives and Malefactives. Typological perspectives and case studies. John Benjamins, Amsterdam/Philadelphia 2010, ISBN 978 90 272 0673 2.
- Hrsg. mit Sonia Cristofaro: Typological Hierarchies in Synchrony and Diachrony. John Benjamins, Amsterdam/Philadelphia 2017, ISBN 978 90 272 00266.
- Mit Seppo Kittilä: Grammatical Voice. Cambridge University Press, Cambridge 2019, ISBN 978 13 166 71399.
- Mapudungun: el habla mapuche. Introducción a la lengua mapuche, con notas comparativas y audio, Fondo de Cultura Económica / Centro de Estudios Públicos, Santiago de Chile, 2022, ISBN 978 9562892469.
- Applicative constructions in the world's languages, co-edited with Denis Creissels, Berlin: De Gruyter Mouton, 2024, ISBN 9783110735482.